# Veliki Kupci
Veliki Kupci (en serbe cyrillique : Велики Купци) est un village de Serbie situé sur le territoire de la Ville de Kruševac, district de Rasina. Au recensement de 2011, il comptait 934 habitants.

## Démographie
| 1948  | 1953  | 1961  | 1971  | 1981  | 1991  | 2002  | 2011 |
| ----- | ----- | ----- | ----- | ----- | ----- | ----- | ---- |
| 1 091 | 1 147 | 1 175 | 1 167 | 1 171 | 1 177 | 1 035 | 934  |

|  |